# Nozay (Essonne)
Nozay és un municipi francès, situat al departament de l'Essonne i a la regió de Illa de França. L'any 2007 tenia 4.723 habitants.
Forma part del cantó de Les Ulis i del districte de Palaiseau. I des del 2016 de la Comunitat d'aglomeració París-Saclay.

## Demografia

### Població
El 2007 la població de fet de Nozay era de 4.723 persones. Hi havia 1.666 famílies, de les quals 338 eren unipersonals (157 homes vivint sols i 181 dones vivint soles), 370 parelles sense fills, 801 parelles amb fills i 157 famílies monoparentals amb fills.
La població ha evolucionat segons el següent gràfic:
Habitants censats

### Habitatges
El 2007 hi havia 1.737 habitatges, 1.689 eren l'habitatge principal de la família, 12 eren segones residències i 37 estaven desocupats. 1.217 eren cases i 515 eren apartaments. Dels 1.689 habitatges principals, 1.312 estaven ocupats pels seus propietaris, 346 estaven llogats i ocupats pels llogaters i 31 estaven cedits a títol gratuït; 52 tenien una cambra, 158 en tenien dues, 255 en tenien tres, 331 en tenien quatre i 892 en tenien cinc o més. 1.477 habitatges disposaven pel capbaix d'una plaça de pàrquing. A 703 habitatges hi havia un automòbil i a 899 n'hi havia dos o més.

### Piràmide de població
La piràmide de població per edats i sexe el 2009 era:
| Homes | Edats   | Dones |
| ----- | ------- | ----- |
| 0     | 95 o +  | 0     |
| 0     | 90 a 94 | 0     |
| 4     | 85 a 89 | 0     |
| 0     | 80 a 84 | 4     |
| 4     | 75 a 79 | 16    |
| 28    | 70 a 74 | 28    |
| 44    | 65 a 69 | 56    |
| 76    | 60 a 64 | 36    |
| 100   | 55 a 59 | 88    |
| 144   | 50 a 54 | 168   |
| 176   | 45 a 49 | 164   |
| 152   | 40 a 44 | 128   |
| 184   | 35 a 39 | 196   |
| 228   | 30 a 34 | 272   |
| 200   | 25 a 29 | 208   |
| 112   | 20 a 24 | 96    |
| 92    | 15 a 19 | 136   |
| 160   | 10 a 14 | 112   |
| 188   | 5 a 9   | 196   |
| 204   | 0 a 4   | 240   |

## Economia
El 2007 la població en edat de treballar era de 3.165 persones, 2.481 eren actives i 684 eren inactives. De les 2.481 persones actives 2.361 estaven ocupades (1.211 homes i 1.150 dones) i 120 estaven aturades (62 homes i 58 dones). De les 684 persones inactives 199 estaven jubilades, 346 estaven estudiant i 139 estaven classificades com a «altres inactius».

### Ingressos
El 2009 a Nozay hi havia 1.589 unitats fiscals que integraven 4.529,5 persones, la mediana anual d'ingressos fiscals per persona era de 26.869 €.

### Activitats econòmiques
Dels 227 establiments que hi havia el 2007, 2 eren d'empreses extractives, 1 d'una empresa alimentària, 5 d'empreses de fabricació de material elèctric, 8 d'empreses de fabricació d'altres productes industrials, 36 d'empreses de construcció, 52 d'empreses de comerç i reparació d'automòbils, 10 d'empreses de transport, 3 d'empreses d'hostatgeria i restauració, 18 d'empreses d'informació i comunicació, 7 d'empreses financeres, 7 d'empreses immobiliàries, 45 d'empreses de serveis, 20 d'entitats de l'administració pública i 13 d'empreses classificades com a «altres activitats de serveis».
Dels 54 establiments de servei als particulars que hi havia el 2009, 1 era una oficina de correu, 1 una oficina bancària, 4 tallers de reparació d'automòbils i de material agrícola, 1 establiment de lloguer de cotxes, 4 paletes, 6 guixaires pintors, 3 fusteries, 7 lampisteries, 4 electricistes, 7 empreses de construcció, 2 perruqueries, 1 veterinari, 1 agència de treball temporal, 3 restaurants, 4 agències immobiliàries, 1 tintoreria i 4 salons de bellesa.
Dels 11 establiments comercials que hi havia el 2009, 1 era una gran superfície de material de bricolatge, 2 botiges de menys de 120 m², 2 fleques, 2 carnisseries, 1 una botiga de roba, 1 una botiga d'electrodomèstics i 2 floristeries.
L'any 2000 a Nozay hi havia 8 explotacions agrícoles que ocupaven un total de 252 hectàrees.

## Equipaments sanitaris i escolars
L'únic equipament sanitari que hi havia el 2009 era una farmàcia.
El 2009 hi havia 2 escoles maternals i 2 escoles elementals. Nozay disposava d'un col·legi d'educació secundària amb 595 alumnes.

## Poblacions més properes
El següent diagrama mostra les poblacions més properes.